# Wifredo Espina i Claveras
Wifredo Espina i Claveras (Vic, 3 de març de 1930) és un periodista català, actualment jubilat.
Wifredo Espina va ser el quart fill d'una família que tenia un petit negoci d'embotits. De jove ja va ser un lletraferit, i això el va portar a guanyar diversos premis de poesia i de prosa i a col·laborar en diverses publicacions, entre elles el diari local Ausona, que més endavant va dirigir. Va estudiar Dret i Periodisme, i per finalitzar els estudis d'aquesta carrera va traslladar-se a Madrid, on va viure més de dos anys i va dirigir el setmanari Crítica.
De retorn a Barcelona va cursar el doctorat en Dret i va exercir durant onze anys de professor ajudant en la càtedra de Dret Polític de la Universitat de Barcelona. Al mateix temps treballava al setmanari cultural Revista i dirigia CEAM, una revista d'economia. Després, i durant sis anys, va ser professor de periodisme a la Escuela Archidiocesana de Barcelona. L'any 1961 es va casar amb na Maria Dolors Pahí i Salvadó, amb qui tingué cinc fills.
El mateix any va entrar al diari El Correo Catalán, on va treballar vint-i-quatre anys, disset dels quals com a sotsdirector. Durant aquests anys destacà per la seva popular columna «Cada cual con su opinión», creant un estil de periodisme i influint com a comentarista polític durant els darrers anys del franquisme i en la transició política. L'any 1968, el diari Pueblo, de Madrid, el va escollir "Periodista Español del Año".
Com a directiu de l'antiga Asociación de la Prensa va crear el Servei de Defensa Jurídica dels Periodistes, i, més tard, essent-ne vicepresident, va promoure i redactar una proposta de la Clàusula de Consciència i Secret Professional que, presentada pels diputats catalans, va ser introduïda a la vigent Constitució espanyola (art. 20.1d). L'any 1978 va pronunciar el primer pregó, en democràcia, del Mercat del Ram, que fou publicat per l'Ajuntament de Vic.
Ha col·laborat també en diverses revistes, entre les quals cal destacar Destino, Telos i Imcom –aquesta de l'"Institut Méditerranéen de la Communication", amb seu a París i del qual va ser vicepresident.
L'any 1986, després que El Correo Catalán es deixés de publicar, va dirigir el programa setmanal de debat Diàleg, de TVE a Catalunya, i va col·laborar com a articulista polític en diferents diaris: La Vanguardia, ABC, Ya, La Razón i El Mundo.
L'any 1987 va fundar el Centre d'Investigació de la Comunicació (CEDIC), de la Generalitat de Catalunya, que significà una important aportació en el camp de la recerca i que va dirigir fins a l'any 1997, en què es va jubilar. Arran de la seva jubilació, un nombrós i ideològicament plural grup d'intel·lectuals, polítics i periodistes li va retre un homenatge.
Actualment, Wifredo Espina presideix el jurat dels Premis d'Investigació de la Comunicació, premis que va crear ja fa quinze anys i que ara concedeix anualment el Consell de l'Audiovisual de Catalunya.